# 开源建筑
开源建筑（Open-source architecture）是一种新出现的范式，倡导一种新的途径以通过想象和造型来实现一般性设施的虚拟与真实空间. 它吸取了诸如开放源码文化、 模块式的设计、前卫建筑理论、科幻小说、语言论和神经外科手术等多种文化及理论，采用一种包容性的方法，促使空间的设计过程成为专业人士与普通公民使用设计工具的协同设计过程。 另一个概念“以公民为中心的设计”涵盖了开源建筑的理念，并且涉及和超越了并不进行建造的计算机网络活动，成为一个包括建筑设计专业人员在内的一个整体性运动。
開源建築的設計過程是公開和透明的，圖紙和模型等通常在網上共享，供他人學習、模仿、優化。開源建築通常關注社會和公眾的實際需求，力求提供經濟、實用、可復用、可持續的建築解決方案。